# Fernando Vanucci
Fernando Antonio Vanucci Braz (Uberaba, 5 de março de 1951 — Barueri, 24 de novembro de 2020) foi um radialista, apresentador de televisão e jornalista brasileiro, especializado na cobertura de esportes.

## Vida profissional
Fernando Vanucci começou a trabalhar quando tinha quinze anos, na Rádio Sociedade Triângulo Mineiro em Uberaba, onde nasceu. Em seguida, foi para a Rádio Sete Colinas, apresentando o programa Pintando o Sete. Na mesma emissora, começou a fazer carreira como repórter esportivo.
Aos vinte anos foi contratado pela Rádio Inconfidência de Belo Horizonte. Transferiu-se para a Rede Globo, primeiro em Minas Gerais, de 1973 até 1977, depois para a Central Globo de Jornalismo do Rio de Janeiro. Na Globo apresentou vários jornais: Globo Esporte, RJTV, Esporte Espetacular, Jornal Nacional, Jornal Hoje, Fantástico, Gols do Fantástico, entre outros.
Foi por esta emissora que cobriu seis Copas do Mundo: 1978, na Argentina, 1982, na Espanha, 1986, no México, 1990, na Itália, 1994 (tetra campeonato) nos Estados Unidos e 1998, na França. O destaque fica para a Copa do México, onde à frente do programa Copa 1986, criou o bordão que se tornaria sua marca registrada: "Alô Você". O país vivia um momento de euforia com o Plano Cruzado do presidente Sarney, quando tudo "tinha que dar certo". Mas na Copa, o Brasil treinado pelo técnico Telê Santana foi desclassificado pela França. Após o jogo, narrando uma poesia de Affonso Romano de Sant'Anna, não conseguiu segurar as lágrimas.
Também na Rede Globo, ao lado de Luciano do Valle, Galvão Bueno, Léo Batista e Mylena Ciribelli, cobriu as Olimpíadas de Moscou em 1980, de Los Angeles em 1984, de Seul em 1988, de Barcelona em 1992 e de Atlanta em 1996, e foi o âncora das transmissões do Carnaval na Marquês de Sapucaí Rio de Janeiro, de 1985 até 1999.
Em 1998 após entrar no ar ao vivo engolindo um pão com manteiga, foi para geladeira da emissora, de onde saiu para narrar o seu último carnaval. Em abril de 1999, após assinar contrato com a empresa de marketing esportivo Traffic, estreou no Show do Esporte da TV Bandeirantes, onde ficou até 2001, além de ter feito também a cobertura dos Jogos Olímpicos de Verão de 2000 em Sydney (Austrália), o programa diário Esporte Agora e o Carnaval da Bahia. Em 2002, também pela Traffic, esteve na Rede Record, até ser contratado em fevereiro de 2003 pela RedeTV! para narrar as provas da antiga Fórmula Mundial e apresentar o TV Esporte. O último programa acabou extinto para dar lugar ao TV Esporte Notícias, apresentado pelo próprio e pela então estreante Renata Maranhão, substituída em junho de 2004 por Cláudia Barthel.
Em setembro de 2004, cedeu seu lugar no jornal para Cristina Lyra. No mesmo mês trabalhou na cobertura dos Jogos Paraolímpicos de Atenas. Em novembro de 2004 passou a narrar partidas pela Superliga de Vôlei.
No fim de fevereiro de 2005, começou a comandar o RedeTV! Esporte, a princípio ao lado de Roberto Avallone (que ficou na apresentação do programa até abril quando foi para a Rede Bandeirantes), e posteriormente com Cristina Lyra. Ele também foi apresentador do programa esportivo de debates Bola na Rede, aos domingos à noite e já fez o bloco esportivo do RedeTV! News.
Em 2011, deixou a Rede TV, ao final de seu contrato e foi cuidar de sua empresa de comunicação.
Em agosto de 2014, passou a fazer parte da equipe da Rede Brasil de Televisão, onde foi o editor de esportes.
Em 2018, apresentou no portal UOL o programa "A Rússia é logo ali", comentando as notícias da seleção brasileira durante a Copa do Mundo de 2018.

## Problemas de saúde
No dia 9 de julho de 2006, Vannucci passou mal no ar enquanto apresentava o programa Bola na Rede da RedeTV!, transmitido após a final da Copa do Mundo de 2006. Segundo a direção da emissora, o mal-estar foi ocasionado pela utilização de medicamentos para tratamento de distúrbios de ansiedade. Na ocasião o programa foi cortado e o apresentador foi substituído pelo jornalista Augusto Xavier. Até então, muita gente acreditava que o apresentador teria se apresentado sob efeito de bebidas alcoólicas.
Em entrevista à revista Veja e a outros veículos de comunicação, ele explicou que tomou 4 mg do ansiolítico Lorax (lorazepam) após uma discussão familiar. Vannucci afirmou que na hora do almoço, antes da discussão, tomou duas taças de vinho, o que pode ter potencializado o efeito do calmante.
O vídeo de Vanucci já foi visualizado mais de 500 mil vezes no site do YouTube. O vídeo foi retirado a pedido do próprio Vanucci, após ser alvo de uma brincadeira sobre o mesmo por parte dos integrantes do programa Pânico na TV. O vídeo, no entanto, logo retornou às redes.
Em novembro de 2006, Vannucci foi internado após terem sido descobertos vários problemas em seu coração. Submeteu-se a um cateterismo e, posteriormente, a uma angioplastia, mas recuperou-se rapidamente.
Em abril de 2019, sofreu um infarto, o que exigiu a colocação de um marca-passo.

#### Problemas de saúde e morte
Em 24 de novembro de 2020, em Barueri, sofreu um novo infarto, tendo sido socorrido pela empregada e levado ao Pronto Socorro Central de Barueri, mas não resistiu vindo a falecer, aos 69 anos de idade.

## Vida Pessoal
O Jornalista foi pai aos 17 anos de dois filhos: Antônio Henrique e Maria Fernanda frutos de um caso amoroso com uma funcionária da antiga VASP. Depois se casou pela primeira vez e teve três filhos: Fernando Júnior, Frederico e Fabiano que morreu depois de 35 dias vítima de problemas cardíacos. De um terceiro casamento teve uma única filha: Júlia.

## Filmografia
| Ano                 | Nome                   | Cargo                                                   | Emissora          |
| ------------------- | ---------------------- | ------------------------------------------------------- | ----------------- |
| 1976-1999           | Fantástico             | Apresentador do "Os Gols do Fantástico"                 | TV Globo          |
| 1976-1983 1987-1999 | Esporte Espetacular    | Apresentador                                            | TV Globo          |
| 1978-1998           | Globo Esporte          | Apresentador                                            | TV Globo          |
| 1979-1997           | Jornal Nacional        | Apresentador do bloco esportivo e apresentador eventual | TV Globo          |
| 1980-1999           | Carnaval Globeleza     | Apresentador                                            | TV Globo          |
| 1983-1986           | RJTV                   | Apresentador                                            | Globo Rio         |
| 1991-1996           | Placar Eletrônico      | Apresentador                                            | TV Globo          |
| 1996-1999           | Bom Dia Brasil         | Apresentador do bloco esportivo                         | TV Globo          |
| 1999-2001           | Show do Esporte        | Apresentador                                            | Rede Bandeirantes |
| 2001-2002           | Esporte Agora          | Apresentador                                            | Rede Bandeirantes |
| 2002-2003           | Gols da Copa do Brasil | Apresentador                                            | Rede Record       |
| 2003-2005           | TV Esporte Notícias    | Apresentador                                            | Rede TV!          |
| 2005-2008           | RedeTV! Esporte        | Apresentador                                            | Rede TV!          |
| 2005-2008           | Bola na Rede           | Apresentador                                            | Rede TV!          |
| 2005-2011           | RedeTV! News           | Apresentador do bloco esportivo                         | Rede TV!          |
| 2014-2016           | RB Esportes            | Apresentador                                            | RBTV              |
| 2017-2020           | Rede Brasil Notícia    | Apresentador do bloco esportivo                         | RBTV              |